# Deux Trouillards pistonnés
Pour plus de détails, voir Fiche technique et Distribution.
Deux Trouillards pistonnés (Io non spezzo... rompo) est une comédie franco-italienne réalisée par Bruno Corbucci, sortie en 1971.

## Fiche technique
- Titre original : Io non spezzo... rompo
- Titre français : Deux Trouillards pistonnés
- Réalisation : Bruno Corbucci, assisté de Mauro Macario
- Scénario : Castellano et Pipolo
- Photographie : Luciano Tovoli
- Musique : Gianni Ferrio
- Producteur : Dino de Laurentiis
- Sociétés de production : Dino De Laurentiis Cinematografica, Les Films Jacques Leitienne
- Pays d'origine :  Italie -  France
- Tournage : du 19 octobre 1970 au 30 novembre 1970
- Genre : comédie
- Dates de sortie :
- Italie : 21 janvier 1971
- France : 3 mai 1973

## Distribution
- Alighiero Noschese : Riccardo Viganò
- Enrico Montesano : Attilio Canepari
- Janet Ågren  : Carla Viganò
- Claudio Gora : Frank Mannata
- Lino Banfi : Zagaria
- Gino Pernice : Policier de Ligurie
- Giacomo Furia : Policier de Naples
- Gordon Mitchell : Joe il Rosso
- Mario Donatone : Tony Cupiello